# Laura Olivari
Laura Olivari (Genova, 23 febbraio 1950) è una cantante italiana.

## Biografia
Esordisce giovanissima vincendo il Festival di Genova. Sotto la guida del maestro Gian Piero Reverberi approda a Milano, dove incide il 45 giri Le strade del mondo, sigla originale del programma televisivo Rai Gulliver, composta dallo stesso Gian Piero Reverberi insieme a Fabrizio De André, su testi di Simonetta e Vaime. Successivamente incide la canzone di Fred Bongusto E il giorno se ne va, colonna sonora del film Il divorzio (1970), con Vittorio Gassman e Anna Moffo.
Nonostante l'iniziale successo, la partecipazione a diverse trasmissioni televisive, tra cui "Settevoci", e la sua bella voce, che i critici definiscono un mix di tonalità tra Mina e Caterina Valente, silenziosamente lascia il mondo della musica leggera e dello spettacolo per ritornare nella sua città e dedicarsi interamente alla famiglia.
Negli ultimi anni è tornata a fare alcune fugaci apparizioni. Nel 2008 è stata impegnata nello spettacolo Io sono nato a Genova, in cui sulla scena ha interpretato le più belle canzoni di Bindi, De André, Lauzi, Paoli e Tenco, accompagnata da un gruppo musicale. Dallo spettacolo è stato tratto un CD, pubblicato alla fine dello stesso anno.
Nel 2021 partecipa a Il giardino di Sergio, album-tributo a Sergio Endrigo, dove reinterpreta in particolare il brano Ti amo.Nell'anno 2023 prende parte al cd tributo  "Il cuore di Bruno Lauzi interpretando il brano "Vuoi farmi compagnia" e l'anno successivo nella compilation Piccolo grande.Bruno Lauzi interpreta "Nell'estate del 66".Nell'anno 2025 intepreta "Cosl felice incluso nel doppio cd "Gaber per tutti"

## Discografia

### Album dal vivo
- 2008 – Io sono nato a Genova

### Singoli
- 1969: Le strade del mondo/Cammino e piango (Miura, PON NP 40088)
- 1970: Scogli bianchi/...e il giorno se ne va (Miura, PON NP 40105)

### Compilation
2021  AA.VV -Il Giardino di Sergio (Ti Amo)
2023 aa.vv -Il cuore di Bruno Lauzi (Vuoi farmi compagnia)
2024 AA.VV -Piccolo grande:Bruno Lauzi (Nell'estate del 66)
2025 AA.VV -Gaber per tutti-(Cosi felice)